# Kleinbüllesheim
Kleinbüllesheim ist ein Stadtteil im Nordosten von Euskirchen im Kreis Euskirchen, Nordrhein-Westfalen.

## Geographie

### Lage
Nachbarorte von Kleinbüllesheim sind die Stadtteile Großbüllesheim, Wüschheim, Dom-Esch und Weidesheim.

### Gewässer
Durch den Ort fließt der Erftmühlenbach, ebenso das Obere und Untere Ahrflüsschen. Die Obere Ahr beginnt südlich des Ortes in den Kuchenheimer Feldern in der Nähe des Ratsheimer Hofes und verläuft bei Kleinbüllesheim am äußersten westlichen Ortsrand entlang eines Feldweges und mündet im Norden in die Untere Ahr. Dieser Bach führt seit den letzten Jahren nur noch in starken Regenperioden Wasser. Die Untere Ahr beginnt entlang eines Feldweges nur etwa 200 Meter südlich des Ortes und verläuft entlang der gleichnamigen Straße unterirdisch in einem Kanal. Dieser Bach führt das ganze Jahr über Wasser. Beide Bäche werden durch die Drainagen der umliegenden Ackerflächen gespeist. Der von der Erft bei Euskirchen-Rheder abgezweigte Erftmühlenbach verläuft etwa mittig durch das Dorf hindurch. Zwei Straßenbrücken im Ort sowie zwei Fußgängerbrücken aus Holz, eine innerorts, die andere in den Feldern, kreuzen diesen.

### Landnutzung und Natur
Kleinbüllesheim ist ein reiner Wohnort, es gibt keine Gewerbegebiete. Es existieren noch drei landwirtschaftliche Betriebe bzw. Bauernhöfe am Ortsrand sowie einer innerorts. Das Umfeld von Kleinbüllesheim ist ab Ortsgrenze nahezu ausschließlich durch landwirtschaftliche Felder geprägt. Lediglich nördlich der Lütticher und Wiener Straße befindet sich eine Weide, wo im Liegenschaftskataster bereits Straßen und Flurstücke für ein Neubaugebiet eingetragen sind, für welches es allerdings noch keine Planungen gibt. Entlang des Feldweges der Unteren Ahr hat der Bürgerverein des Dorfes in den letzten Jahren eine Allee aus Bäumen im Rahmen der Aktion Einheitsbuddeln gepflanzt, weitere Standorte sind in Planung. Innerörtliche Grünflächen bilden die zwei Spielplätze, der Platz vor dem Kriegerdenkmal, der Fußweg entlang des Erftmühlenbaches sowie das Umfeld beider Kirchen mit dem alten Friedhof, welcher 2021 entwidmet wurde.

### Hochwasserereignis 2021
Auch Kleinbüllesheim ist von der Hochwasserkatastrophe im Jahre 2021 nicht verschont geblieben. Im Vergleich zu anderen Euskirchener Dörfern ist der Ort jedoch verhältnismäßig glimpflich davongekommen. Stark betroffen war der alte Ortskern um den Erftmühlenbach herum, das Wasser reichte jedoch bis an den Beginn der Siedlung. Es wurden Keller geflutet sowie die unteren Bereiche von Erdgeschossen. Einiges an Wasser kam jedoch gar nicht über den Bach, sondern über die Felder, welche aufgrund der vorangegangenen Trockenheit kein Wasser mehr aufnehmen konnten. Bisher sind von den betroffenen Gebäuden keine abgerissen worden und von den Schäden ist inzwischen fast nichts mehr zu sehen.

## Geschichte

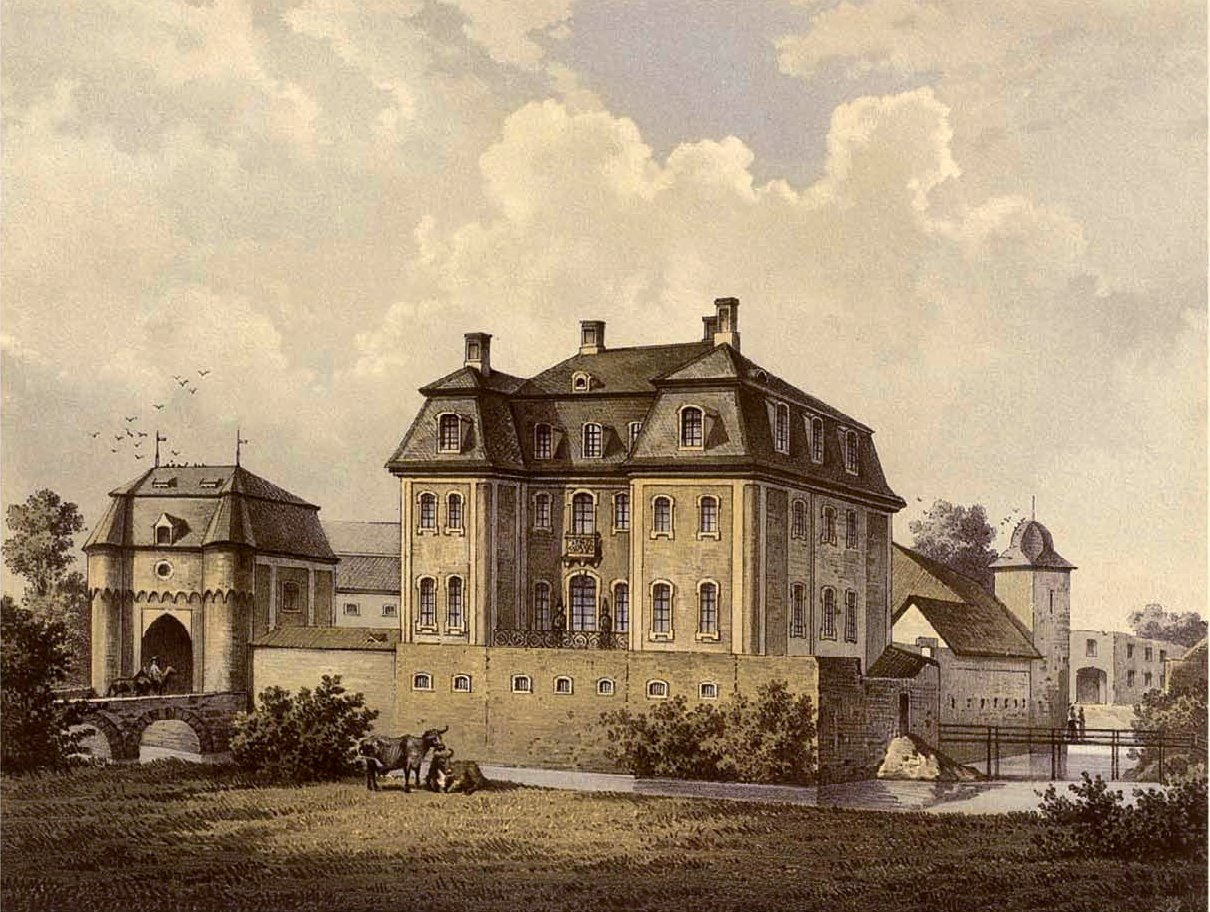
Große Burg Kleinbuellesheim, Sammlung Alexander Duncker

Erstmals erwähnt wurde der Ort 856 in der Verleihungsurkunde König Lothars II., als er seinem Vasallen Otbert eine Villa namens Bullengesheim mit einer Kapelle gab.
1807 wurde die Pfarre aufgehoben und Großbüllesheim zugewiesen, 1849 aber wieder neu errichtet. Seit 1907 besitzt Kleinbüllesheim zwei Kirchen, die beide St. Peter und Paul heißen, eine neue und eine alte. Im Liber valoris heißt das jetzige Kleinbüllesheim aliud Bullisheym = das andere Büllesheim im Gegensatz zu „inferior Bullisheym“ = Niederbüllesheim, dem heutigen Großbüllesheim.
1728 wurde die mittelalterliche Große Burg durch einen Neubau ersetzt. Baumeister war Johann Conrad Schlaun, der von der mittelalterlichen Anlage die Zweiteilung, die Wasserumwehrung und den spätgotischen Torbau beibehielt und das Herrenhaus als schlossartigen Landsitz errichtete. Die aus Feldbrandziegeln gebaute Vorburg wurde nach einem Brand 1756 teilweise erneuert.
Die Kleinbüllesheimer „Kleine Burg“ ist 1873 ausgebrannt und danach verfallen.
In den Wiesen am Erftmühlenbach gab es eine frühmittelalterliche Befestigungsanlage, eine sogenannte Motte. Bei der Verlegung des Bachlaufes 1956 wurde sie eingeebnet und verschwand völlig.
Am 1. Juli 1969 wurde Kleinbüllesheim nach Euskirchen eingemeindet.
Am 31. Dezember 2017 hatte Kleinbüllesheim 1380 Einwohner.

## Infrastruktur

### Verkehr
Am Ortsrand führen die Landesstraßen 182 und 194 vorbei. Weiterhin treffen die Kreisstraßen 15 und 21 im Dorf aufeinander. Bis auf beide Kreisstraßen sind alle anderen Straßen im Ort Tempo-30-Zonen oder Verkehrsberuhigter Bereich. Am westlichen Ortsrand verläuft die Eifelbahn, der nächste Haltepunkt ist im benachbarten Großbüllesheim. Kleinbüllesheim hat insgesamt vier Bushaltestellen: Siedlung, Kirche, Rigaer Straße und Am Heiligenhäuschen. Die ersten drei genannten befinden sich schon jahrelang im Ort und sind bis auf Rigaer Straße mit Fahrgastunterstand, Sitzbank und Blindenleitsystem rollstuhlgerecht ausgebaut. Zum Fahrplanwechsel 2022/2023 ist Am Heiligenhäuschen als reiner Haltepunkt ohne Ausstattung für die Schulbuslinie 731 dazugekommen. Angefahren werden die Haltestellen von den Bussen der SVE-Linien 870, 875 sowie der Schulbuslinie 731 und der VRS-Linie 806.
| Linie | Betreiber | Verlauf |
| ----- | --------- | --- |
| 731   | SVE       | Schülerverkehr Euskirchen: Dom-Esch – Kleinbüllesheim – Großbüllesheim – Wüschheim – Kessenich – Euskirchen |
| 806   | RVK       | Euskirchen Bf – Kleinbüllesheim – Dom-Esch – (Neukirchen – Müggenhausen – Metternich) / (Mömerzheim – Ollheim – Straßfeld – Heimerzheim) |
| 870   | SVE       | Euskirchen Bf – Wüschheim – Großbüllesheim – Kleinbüllesheim – Weidesheim – Kuchenheim Bf – Kuchenheim Markt – Palmersheim – Flamersheim – Kirchheim – (Steinbachtalsperre –) Niederkastenholz – Stotzheim – Roitzheim – Euskirchen Bf (Ringverkehr) |
| 875   | SVE       | Euskirchen Bf – Kleinbüllesheim – Großbüllesheim – Wüschheim |

### Kirchen

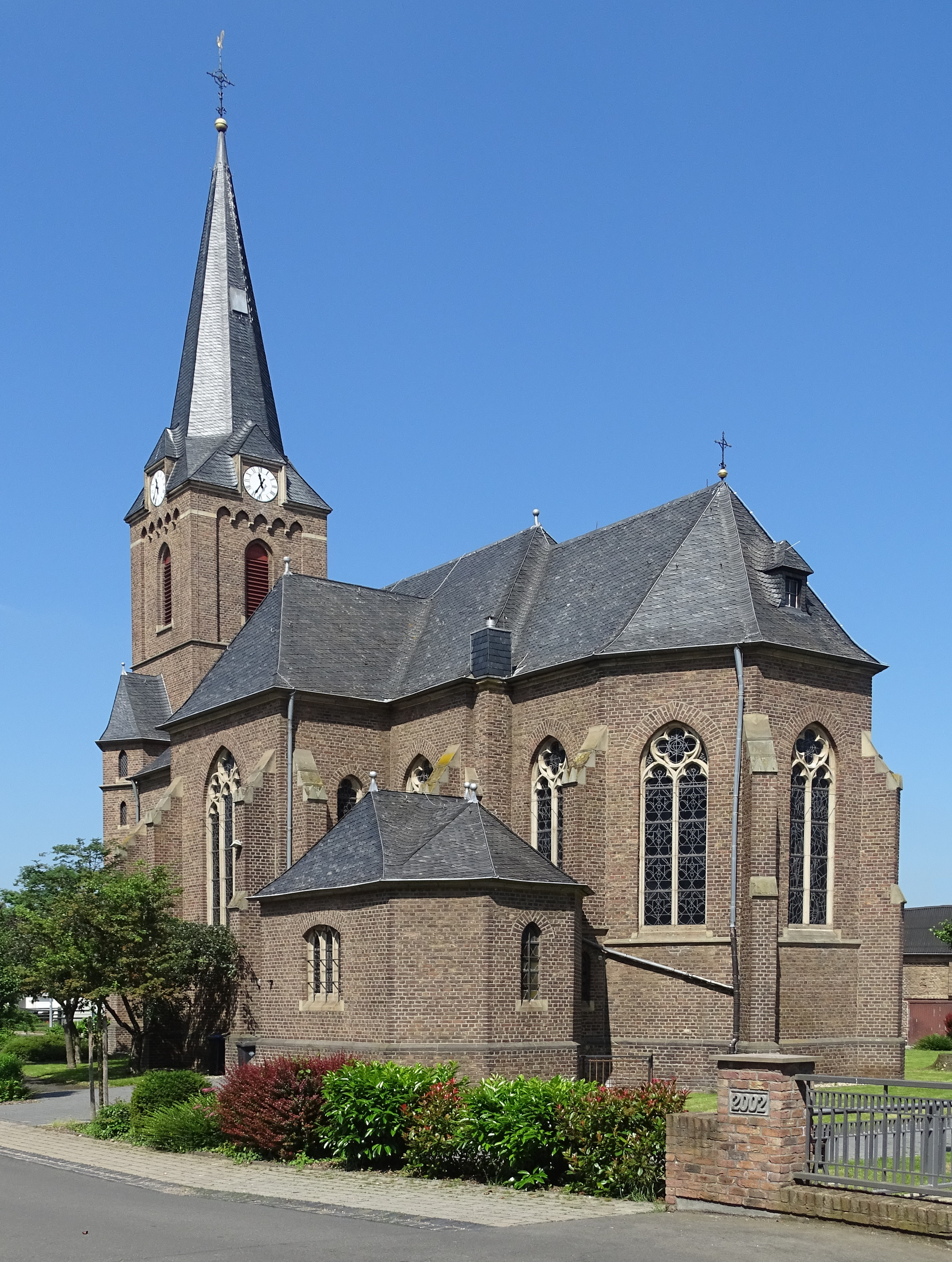
Pfarrkirche St. Peter und Paul

In Kleinbüllesheim befinden sich zwei Kirchen, was im Vergleich zu den meisten anderen Euskirchener Dörfern nennenswert ist: Die Kirche St. Peter und Paul und die auch „alte Kirche“ genannte Johannes der Täufer. Dadurch bedingt gibt es auch zwei Friedhöfe, einen Hauptfriedhof am Ortsrand und den alten Friedhof um die Kirche Johannes der Täufer herum.

### Burg
Südlich am Ortsrand entlang der K 21/Luxemburger Straße liegt die Große Burg. Die im 18. Jahrhundert errichtete Wasserburg steht unter Denkmalschutz und besteht aus zwei Gebäudeteilen, dem Herrenhaus und den Wirtschaftsgebäuden. Momentan wird die Burg durch den Besitzer landwirtschaftlich genutzt. Mit der Euskirchener Burgenfahrt 2024 steht diese das erste Mal seit Längerem auch als Station der Fahrradtour auf dem Plan.

### Bürgerhaus
Das Bürgerhaus mit einem großen Vorplatz davor diente vor vielen Jahren als Schule sowie einmal als Sitz der Polizei. Seit den 2000er-Jahren hat der Bürgerverein die Räumlichkeiten bis zuletzt 2022 für viele Veranstaltungen genutzt, aber unter anderem aufgrund der gestiegenen Kosten dieses aufgegeben. Momentan nutzt die Stadt Euskirchen als Inhaber das Gebäude für den Stadtbetrieb Zentrales Immobilienmanagement (ZIM) sowie weiterhin der Bürgerverein hauptsächlich die Außenbereiche für Events. Als alternativen Standort für einen zentralen Versammlungsort im Dorf wurde 2021 im benachbarten Großbüllesheim an Stelle der alten Turnhalle das Dorfgemeinschaftshaus gebaut, welches durch einen neu gegründeten Trägerverein, den die jeweiligen Vereine der drei Dörfer Wüschheim, Groß- und Kleinbüllesheim bilden, finanziert sowie organisiert wurde.

### Einrichtungen
Im Dorf befinden sich unter anderem zwei Spielplätze, ein Bolzplatz, der Kindergarten und die Feuerwehr. Zudem gibt es neben einem Restaurant weitere kleinere Einrichtungen wie Kosmetikstudios, Handwerksbetriebe oder Immobilienmakler. Am Feuerwehrhaus befindet sich seit 2021 ein Defibrillator (AED), ebenso ist dies seit 2023 die Notfallmeldestelle der Stadt für die Situation eines Ausfalls der Stromversorgung. Auf dem Spielplatz Wiener Straße steht seit 2020 eine Sirene für den Bevölkerungsschutz.

### Glasfaserausbau
Im Frühjahr 2016 hat das Bonner Telekommunikationsunternehmen bn:t Blatzheim Networks Telecom GmbH Glasfaserkabel zu den drei Kabelverzweigern der Deutschen Telekom gelegt, um die dort neu aufgestellten Multifunktionsgehäuse anzuschließen. Somit sind für große Teile des Ortes durch die VDSL2-Vectoring-Technologie Internetbandbreiten mit bis zu 100 Mbit/s im Download möglich. Von März 2024 bis Frühjahr 2025 baute das Unternehmen nach einer erfolgreichen Vorvermarktungsphase auf Basis der bisher geschaffenen VDSL-Infrastruktur eigenwirtschaftlich Glasfaser bis ins Haus (FTTH) in allen Straßen aus, mit möglichen Bandbreiten bis 1 Gbit/s.

### Windpark
Von Juni bis Dezember 2020 wurde östlich von Kleinbüllesheim auf landwirtschaftlich genutzten Flächen im Gebiet zwischen Kleinbüllesheim, Großbüllesheim, Dom-Esch und Weidesheim ein Windpark errichtet. In der ersten Ausbaustufe werden dies zwei Windkraftanlagen sein, in Zukunft sind sechs geplant. Bereits im Jahre 1998 wurde von der Stadt Euskirchen dort eine Windkraftkonzentrationszone ausgewiesen. Allerdings wurde das Bauvorhaben mehrfach verzögert, da unter anderem Rohrweihen und Uhus gesichtet wurden, zwischenzeitlich kein Investor Interesse bekundet hatte und Gutachten neu erstellt werden mussten. Ende Juni 2020 begannen dann die Bauarbeiten, welche von den Unternehmen WKN Group, PNE AG und Enercon durchgeführt werden. Die Höhe der Anlagen soll zwischen 144 und 150 Meter und die Nennleistung bei 4,7 Megawatt liegen. Die Einspeisung des Stroms in das Netz erfolgt von den Anlagen aus erst über unterirdisch verlegte Erdkabel hin zu einer eigens für den Windpark errichteten Trafostation im Industrie-Park Am Silberberg am dort bereits existierenden Umspannwerk in das Hochspannungsnetz.

### Biogasanlage
Ab 2011 wurde eine Biogasanlage in den Feldern entlang der Straße Am Heiligenhäuschen etwa 500 Meter vom Ort entfernt erbaut. Eine eigens dafür neu verlegte Rohgasleitung entlang der L 182 versorgt die JVA Erlenhof sowie die Therme Euskirchen mit Energie. Die ebenfalls erzeugte Wärme wird zur Beheizung der umliegenden Felder genutzt, auf denen Spargel angebaut und vom Besitzer verkauft wird.

### Supermarkt
In Diskussion ist seit 2015 der Bau eines Edeka-Supermarktes am nördlichen Ortsausgang. Aufgrund Formfehler des Vorhabens durch die Stadt und Klagen eines benachbarten Anwohners hat das Oberverwaltungsgericht den Bebauungsplan 2023 für unwirksam erklärt. Die weitere Zukunft des Vorhabens ist offen.

## Kultur

### Vereinsleben
Der größte und aktivste Verein des Dorfes ist der Bürgerverein Kleinbüllesheim e. V. mit über 200 Mitgliedern, welcher 1989 gegründet wurde. Daneben gibt es noch den Junggesellenverein „Gemütlichkeit“ Kleinbüllesheim e. V., den Fußballverein „Spielgemeinschaft (SG) Kleinbüllesheim e. V.“ aus 1978, den Karnevalsverein KG Nubbel 2011 e. V. (als Zusammenschluss der drei Dörfer Wüschheim, Klein- und Großbüllesheim) sowie die Freiwillige Feuerwehr Löschgruppe Kleinbüllesheim und den Pfarrgemeinderat St. Peter und Paul.

### Veranstaltungen
Jährlich stattfindende Ereignisse sind beispielsweise der durch die Feuerwehr organisierte Sankt-Martins-Zug mit anschließendem Martinsfeuer am östlichen Ortsausgang und Weckenmannausgabe am Feuerwehrhaus sowie der Karnevalszug, der vom Karnevalsverein veranstaltet wird. Viele weitere Veranstaltungen und Aktionen werden größtenteils vom Bürgerverein durchgeführt, dazu zählen unter anderem ein Garagentrödel, Müllsammelaktionen, Baumpflanzaktionen im Rahmen des Projektes Einheitsbuddeln, Seniorentreffs, Fenster-Adventskalender oder Dorfverschönerungsmaßnahmen. Am Kreisverkehr befindet sich eine Parkanlage mit einem Kriegerdenkmal bestehend aus einer Stein-Stele und einer Mauer mit Plaketten zu Ehren der Opfer des Zweiten Weltkriegs. In unmittelbarer Nähe zu diesem Denkmal wird jährlich ein Maibaum durch den Junggesellenverein im Frühjahr und ein Weihnachtsbaum durch den Bürgerverein im Spätherbst aufgestellt, der von den Kindern des Kindergartens mit Geschenken geschmückt wird.

## Denkmale
- Kleinbüllesheimer Straße

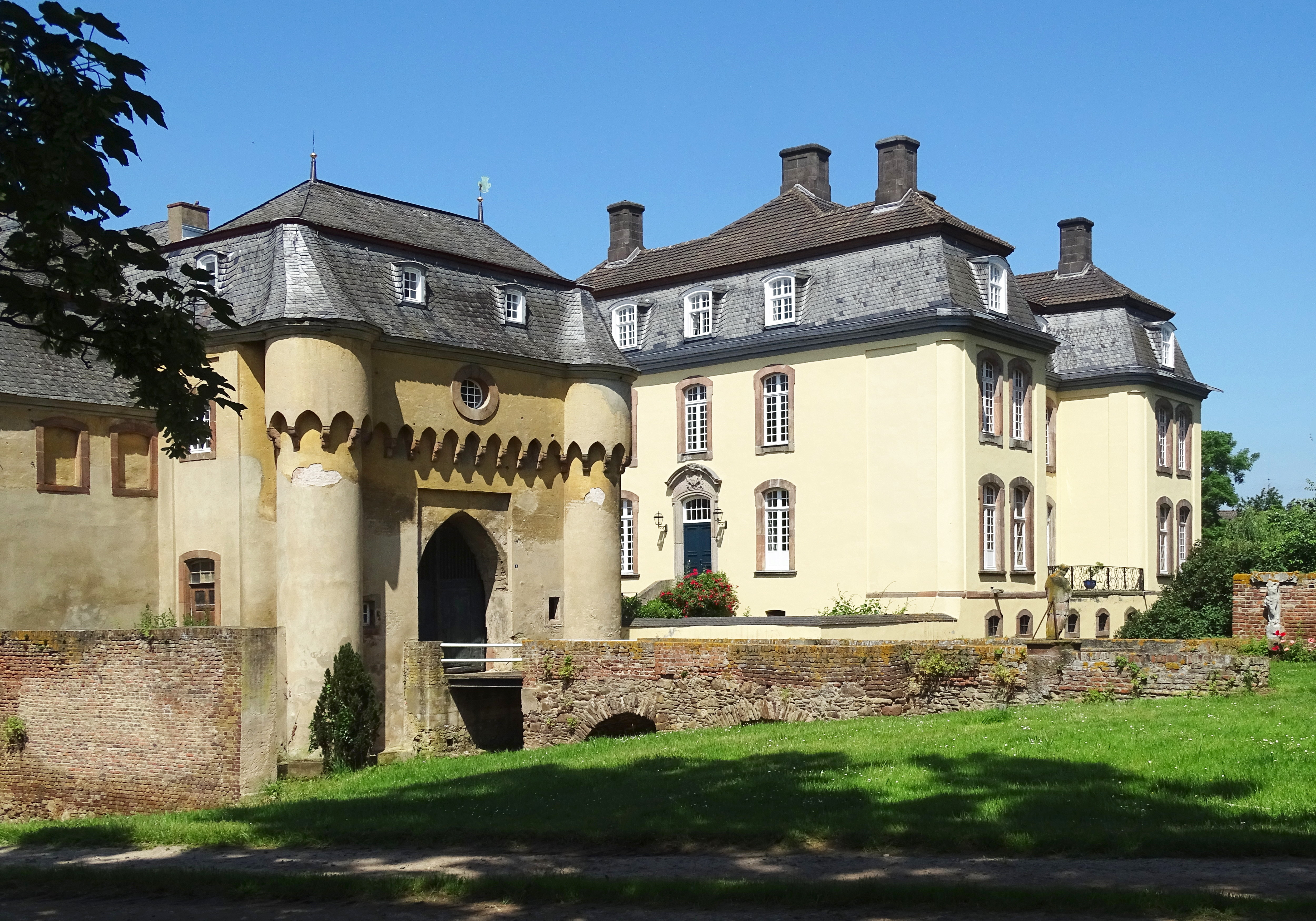
Große Burg Kleinbüllesheim

  - Nr. 42 – Fachwerkhaus, 18. Jahrhundert
  - Nr. 48 – Fachwerkhaus, verputzt, 18. Jahrhundert, Wohnspeicherhaus, Ladeluke im Giebel
- Kopenhagener Straße
  - Nr. 13–15 – Ehemaliges Mühlengebäude „Marienthaler Mühle“, datiert 1881, Mühle, Wehranlage, Wohnhaus
- Luxemburger Straße
  - Große Burg
- Paulstraße
  - Katholische Pfarrkirche St. Peter und Paul[17]
  - alte romanische Pfarrkirche St. Peter und Paul, heute Johannes der Täufer
  - Friedhof an der alten Kirche St. Peter und Paul, Friedhofsmauer aus Bruchstein, 17. Jahrhundert

## Straßennamen
Die Straßenbenennung in Kleinbüllesheim wird seit 1969 nach „Ortsnamen außerhalb Deutschlands“ vorgenommen. Kleinbüllesheim hat 21 Straßen. Einige Namen sind z. B. Londoner Straße, Wiener Straße oder Luxemburger Straße.